# Perrier (acteur)
Pour les articles homonymes, voir Perrier et Périer.
Cet article possède des paronymes, voir Antoine Alexis Perier de Salvert, Antoine-Hilaire-Henri Périé et Antoine Perrier.
Antoine Périer, dit Perrier, est un acteur français né à Lyon le 7 mars 1784 et mort à Tours le 6 juin 1863.

## Biographie
Antoine Périer naît à Lyon le 7 mars 1784. Il est le fils de Jacques Périer, pâtissier, et de son épouse, Marie Rey. 
Antoine Périer s'engage dans l'armée avant d'en être réformé au bout de deux ans pour blessure. Sa carrière de comédien débute à Strasbourg en 1808, puis occupe l'emploi de second amoureux à Lyon, Bordeaux, Nantes et Rouen. Il poursuit sa carrière à Paris où il débute en avril 1813 au théâtre de l'Odéon dans Le Menteur et Les Amours de Bayard. Il est engagé l'année suivante au théâtre de la Porte-Sainte-Martin. Son entrée au Théâtre-Français, en septembre 1814, est un fiasco. Interprétant sur scène le personnage principal du Cid de Corneille, il manque de blesser les autres comédiens par ses gesticulations, et est sifflé par le public. 
N'ayant pas été engagé au Théâtre-Français à la suite d'échecs successifs, il quitte la capitale et joue dans les théâtres de province, à Bordeaux, Nantes et Rouen. Il revient en 1820 à Paris où il obtient un titre de début à la Comédie-Française. Il reparaît sur la scène du Théâtre-Français en août 1820 dans le rôle d'Alceste du Philinte de Molière. Il choisit cependant de s'engager auprès du théâtre de l'Odéon qui lui fait signer un contrat plus avantageux (8 000 francs de traitement, 2 000 francs de feux et un mois de congé) et où il entre en mai 1821. Il y reste quatre ans, pendant lesquels il crée de nombreux rôles, notamment celui de M. de Survière dans Le Pour et le Contre de Sewrin (1822), de Dupont dans Le Célibataire et l'Homme marié de Wafflard et Fulgence (1822), d'Albert de Clénard dans Luxe et indigence de Violet d'Épagny (1824). 
En 1824, aux côtés des comédiens Samson et Joanny, il retourne à la Comédie-Française, qui use de son droit de préempter au théâtre de l'Odéon ses meilleurs interprètes. Perrier est reçu sociétaire en 1828.  

## Théâtre

### Carrière à laComédie-Française
Entrée  en 1814
Nommé 246e sociétaire en 1828
Départ en 1845
(source : Base documentaire La Grange sur le site de la Comédie-Française)
- 1820 : Le Misanthrope de Molière : Alceste
- 1820 : Tartuffe de Molière : Tartuffe
- 1825 : La Fantasque d'Onésime Leroy : le docteur
- 1826 : L'Intrigue et l'amour d'Alexandre-Jean-Joseph de La Ville de Mirmont d'après Friedrich von Schiller : le président
- 1826 : La Mère coupable de Beaumarchais : Begearss
- 1826 : Pauline de Théophile Dumersan : Dorancy
- 1826 : Le Spéculateur de François-Louis Riboutté : Duvernet
- 1826 : Le Jeune mari d'Édouard-Joseph-Ennemond Mazères : Surville
- 1826 : Le Tasse d'Alexandre Duval : Belmonte
- 1827 : Eugénie de Beaumarchais : Clarendon
- 1827 : Emilia d'Alexandre Soumet : Varney
- 1827 : Racine d'Auguste Brizeux et Philippe Busoni : Chapelle
- 1828 : Molière de François Dercy : le directeur
- 1828 : La Princesse Aurélie de Casimir Delavigne : le comte Sassane
- 1828 : Jamais à propos de Louis-Benoît Picard et Adolphe Simonis Empis : Cresny
- 1828 : Le Mariage de Figaro de Beaumarchais : Almaviva
- 1828 : L'École de la jeunesse ou le Sage de vingt ans de Victor Draparnaud : Glanvil
- 1828 : La Duchesse et le page d'Antony Béraud : Kluisberg
- 1829 : La Mère coupable de Beaumarchais : Almaviva
- 1829 : Une journée d'élection d'Alexandre-Jean-Joseph de La Ville de Mirmont : M. Frémont
- 1829 : Le Menuisier de Livonie ou les Illustres voyageurs d'Alexandre Duval : Pierre
- 1829 : Othello ou le Maure de Venise d'Alfred de Vigny d'après William Shakespeare : Iago
- 1830 : La Belle-mère et le gendre de Joseph-Isidore Samson : Gérard
- 1830 : Les Deux Anglais de Pierre-François Camus de Merville : Lord Damby
- 1830 : Trois jours d'un grand peuple de Jean-Henri-Michel Nouguier : Melcour
- 1830 : Corinne de Henri Monnier de La Sizeranne : Osvald
- 1830 : La Dame et la demoiselle d'Adolphe Simonis Empis et Édouard-Joseph-Ennemond Mazères : de Froger
- 1830 : 1760 ou Une matinée de grand seigneur d'Alexandre de Longpré : le maréchal
- 1830 : Don Carlos de Talabot : Alvar
- 1831 : Camille Desmoulins de Henri-Louis Blanchard et Julien de Mallian : Robespierre
- 1831 : L'Amitié des femmes de Jean-Baptiste-Pierre Lafitte : Frémont
- 1831 : Les Deux Philibert de Louis-Benoît Picard : Philibert cadet
- 1831 : La Reine d'Espagne de Henri de Latouche : Monville
- 1831 : Allez voir Dominique de Théodore Pain : Marivaux
- 1831 : Law d'Édouard Mennechet : Law
- 1832 : Louis XI de Casimir Delavigne : Commines
- 1832 : Les Comédiens de Casimir Delavigne : Grandville
- 1832 : Voltaire et Madame de Pompadour de Jean-Baptiste-Pierre Lafitte et Charles Desnoyer : Voltaire
- 1832 : Le roi s'amuse de Victor Hugo : François Ier
- 1833 : La Fête de Molière de Joseph-Isidore Samson
- 1833 : Le Presbytère de Casimir Bonjour : Vincent
- 1833 : Luxe et indigence ou le Ménage parisien Jean-Baptiste-Rose-Bonaventure Violet d'Épagny :  Clénard
- 1833 : L'Alibi d'Alexandre de Longpré : M. de La Popelinière
- 1834 : La Mère et la fille d'Adolphe Simonis Empis et Édouard-Joseph-Ennemond Mazères : Duresnel
- 1834 : Mademoiselle de Montmorency de Joseph-Bernard Rosier : Henri IV
- 1835 : Le Bourgeois gentilhomme de Molière : Dorante
- 1835 : Richelieu ou la Journée des dupes de Népomucène Lemercier : le père Joseph
- 1835 : Un moment d'imprudence d'Alexis-Jacques-Marie Vafflard et Fulgence de Bury : Fréville
- 1835 : Lavater de Claude Rochefort et Mathurin-Joseph Brisset : Lavater
- 1835 : Un mariage raisonnable de Virginie Ancelot : M. de Verpy
- 1836 : Marie de Virginie Ancelot : Forestier
- 1837 : Claire ou la Préférence d'une mère de Joseph-Bernard Rosier : Dorménil
- 1838 : Une Saint-Hubert d'Alexandre de Longpré : le baron de Forlis
- 1838 : Isabelle ou Deux jours d'expérience de Virginie Ancelot : le docteur
- 1839 : Les Serments de Jean-Pons-Guillaume Viennet : le comte d'Assignan
- 1839 : Le Susceptible d'Amédée Rousseau de Beauplan : M. de Mirevelle
- 1839 : Il faut que jeunesse se passe de Michel-Nicolas Balisson de Rougemont : M. Despalières
- 1839 : Un cas de conscience de Charles Lafont : Fabricius
- 1840 : L'École du monde ou la Coquette sans le savoir d'Alexandre Walewski : le général
- 1840 : Les Souvenirs de la marquise de V. de Narcisse Fournier et Auguste Arnould : Jouvenel
- 1841 : Le Conseiller rapporteur de Casimir Delavigne : Corniquet
- 1841 : Un mariage sous Louis XV d'Alexandre Dumas : le commandeur
- 1842 : Oscar ou le Mari qui trompe sa femme d'Eugène Scribe et  Charles Duveyrier : Gédéon Bonnivet
- 1842 : Le Célibataire et l'homme marié d'Alexis-Jacques-Marie Vafflard et Fulgence de Bury : Dupont
- 1844 : Tartuffe de Molière : Cléante

## Sources
- Henry Lyonnet, Dictionnaire des comédiens français, ceux d'hier : biographie, bibliographie, iconographie, t. II, Genève, Bibliothèque de la Revue Universelle Internationale Illustrée, 1912, 720 p. (lire en ligne), p. 521
- Edmond-Denis Manne, Galerie historique des comédiens de la troupe de Talma : notices sur les principaux sociétaires de la Comédie françoise depuis 1789 jusqu'aux trente premières années de ce siècle, Lyon, N. Scheuring, 1866, 472 p. (lire en ligne), p. 411-418
- Petite biographie des acteurs et actrices des théâtres de Paris, avec l'âge de ces dames, Paris, Dezauche, 1831-1832, 107 p. (lire en ligne), p. 30-31